# Mowag Eagle
Les Mowag Eagle sont une famille de véhicules blindés servant au transport de personnes ou à la reconnaissance fabriquée par le constructeur suisse Mowag. L'Eagle I utilise le châssis et le train de roulement de l'Humvee américain, et l'Eagle II et III ceux du Humvee ECV. Les Eagle IV et V sont basés sur le châssis du DURO IIIP. Une version Eagle V à 6 roues motrices est proposée depuis 2012.

Official users
Unofficial users

## Eagle I, II, III

### Utilisateurs

#### Armée suisse(451,156 Eagle I + 175 Eagle II + 120 Eagle III)
329 Eagle I et II. Ils sont principalement utilisés comme véhicule de reconnaissance (Aufklärungsfahrzeug), armés avec une mitrailleuse de 7,5 mm Pz Mg 51/71 (en), six lance-pots fumigènes de 7,6 cm, un appareil d'imagerie thermique (WBG) et des équipements radio (2x SE-235). Ils sont désignés comme véhicule d'exploration 93 (vhc expl 93 tt 4x4 Mowag / Aufklfz 93 gl 4x4 Mowag) et véhicule d'exploration 97 (vhc expl 93/97 tt 4x4 Mowag / Aufklfz 93/97 gl 4x4 Mowag). De l’extérieur le Eagle I se distingue du Eagle II par ses fenêtres latérales deux fois plus petites. Vhc expl 93/06 Rel VHF/HF SE-235M/240M désigne des vhc expl 93/97 dont les moyens de communication ont été améliorés avec le système INTAFF, bataillons ISTAR).
Les bataillons d'exploration sont les principaux utilisateurs des Eagles I et II. En principe ces bataillons sont composés de trois compagnies, une compagnie de commandement, une compagnie d'exploration et une compagnie de chasseurs de chars. La compagnie d'exploration comporte une section de commandement (1 Eagle pour le commandant de compagnie), trois sections d'exploration (par section: deux patrouilles de 2 x Eagles chacune et 1 x Eagle pour le chef de section) et deux sections de chasseurs de chars (2 x 2 Piranha TOW et 1 x Eagle pour le chef de section). À l’inverse les compagnies de chasseurs de chars sont composées de trois sections de chasseurs de chars et deux d'exploration. Les compagnies d'exploration et de chasseurs de chars mènent principalement des missions d'exploration, de reconnaissance et d'observation, mais aussi de sécurisation par exemple au moyen de points de contrôle. Les Eagles I servent également par exemple dans les compagnies de sûreté des bases aériennes.
120 véhicules de commandant de tir d'artillerie 2000 Eagle III (vhc cdt tir INTAFF tt 4x4 Mowag avec SE-235/M2+) servant de poste de commandement de tir d'artillerie sont commandés en 2003, avec des équipements de surveillance améliorés, notamment une caméra télescopique thermique. Cette version n'est pas armée, elle comporte six lance-pots fumigènes de 7,6 cm. Les véhicules en service sont équipés du système intégré de direction et de conduite du feu de l'artillerie (INTAFF).

#### Armée royale danoise(36)
36 Eagle I Spejdervogn M/95: Ils ont été en opération en Irak et en Afghanistan, notamment sans la tourelle originale MKB-2 car remplacée par une mitrailleuse lourde M2 de 12,7 mm.

27 Eagle I Spejdervogn M/95 ont été revendus à une société privée allemande, vente approuvée par la Confédération suisse en avril 2013.

#### Armée de terre ukrainienne(nombre inconnu)
1 Eagle I Spejdervogn M/95 a été aperçu en Ukraine le 18 mars 2023 dans la ville de Avdiïvka près de Bakhmout. Une enquête a été lancée par la Suisse pour déterminer comment ce véhicule a pu se retrouver en Ukraine malgré le refus suisse d'exporter de l'armement, et du refus signifié au Danemark de réexporter de l'armement suisse. 
L'hypothèse la plus probable est la vente de ce(s) véhicule(s) par cette société privée allemande.

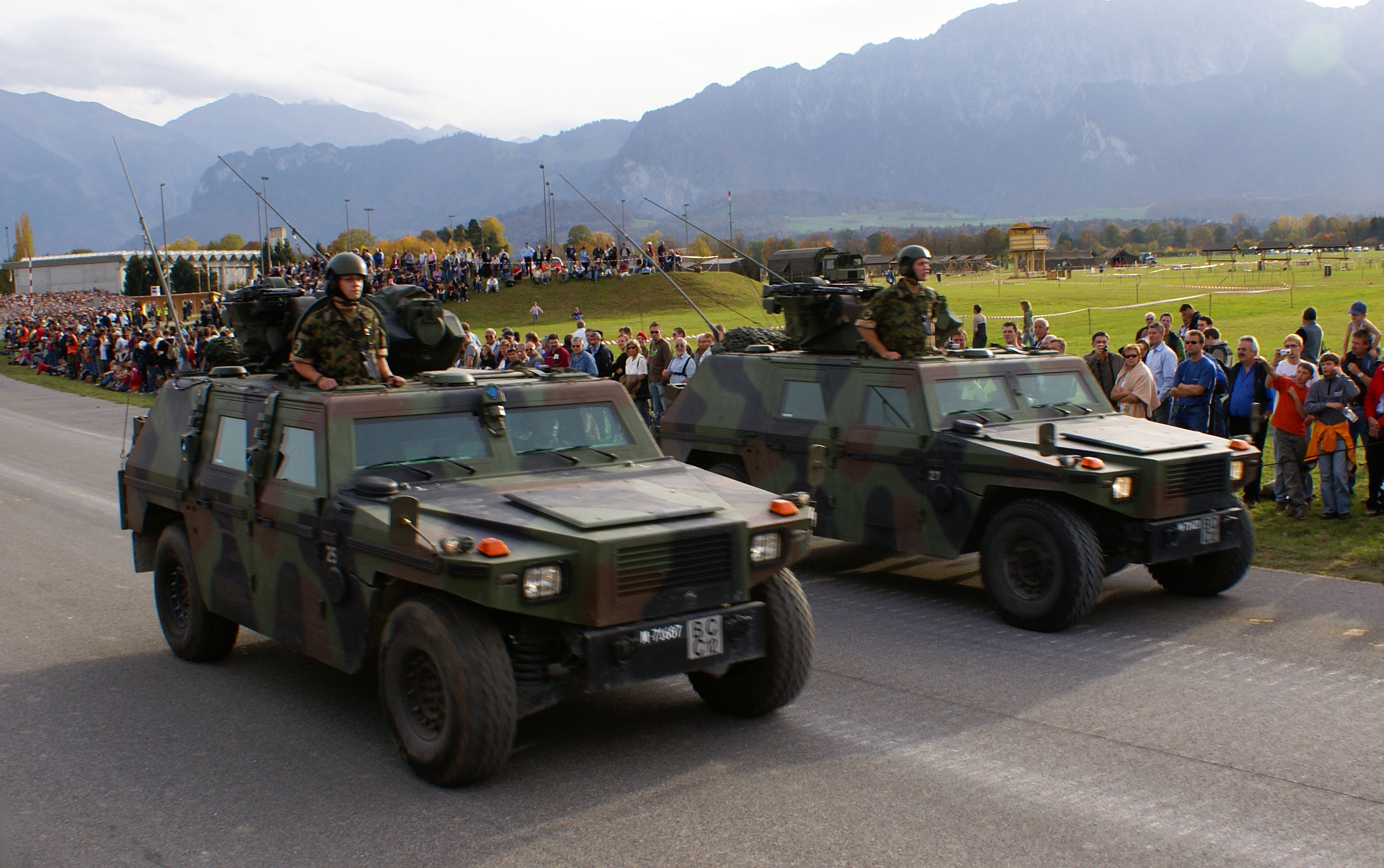
Eagle II, AufklFz 97, Armée Suisse

## Eagle IV
Le Eagle IV répond à un besoin pour des véhicules blindés protégeant des IED, la mission ISAF en Afghanistan. Son châssis est basé sur celui du Mowag Duro IIIP.

### Utilisateurs

#### Allemagne(505)
Compétition GFF2 pour de nouveaux véhicules de patrouille, de commandement, et utilitaires blindés. Il a été sélectionné en 2008 lors d'un appel d'offres.
- Heer (armée) (495)[7]
  - 42 Eagle BAT (Bewegliche Arzttrupp, ambulance blindée), 20 commandés en 2009, livrés en 2011, 22 commandés en 2011[8]
  - 453 EAGLE GFF2 (Geschützten Führungs- und Funktionsfahrzeugs der Klasse 2). première commande en urgence en 2008 pour 25 véhicules de patrouille pour être utilisés en Afghanistan pour la mission ISAF, suivie des 3 commandes (173, 60, 95)[9]. Ils sont équipés d'un tourelleau téléopéré FLW remote weapon station (en).

- Police fédérale allemande (10)[10],[11]
  - 10 Eagle Polizei, commandés par la police fédérale allemande à travers le contrat GFF2, le véhicule a été déployé en Afghanistan. Il est de retour en Allemagne depuis 2015. Il remplace le Sonderwagen SW4 Thyssen TM (en)
  - il est déployé sur certains aéroports pour leur sécurité.
    - 3 véhicules à l'Aéroport de Berlin - Brandenburg
    - 3 véhicules à l'Aéroport de Francfort
    - 3 véhicules à l'Aéroport de Munich
    - 1 véhicule à l'Aéroport de Stuttgart[12]

#### Armée royale danoise(90)[13]
L'armée danoise a commandé les Eagle IV en décembre 2005, livraison en 2006-2007.
- 90 Eagle IV: Un besoin urgent pour un véhicule blindé MRAP pour des missions de patrouilles en Afghanistan. Il est équipé d'un tourelleau téléopéré BAE Bofors Lemur. Ce tourelleau est équipé d'un système de détection de tir (Pilar MK-IIwm), et d'un armement M2 Browning ou un lance-grenades automatique de 40 mm.[14]

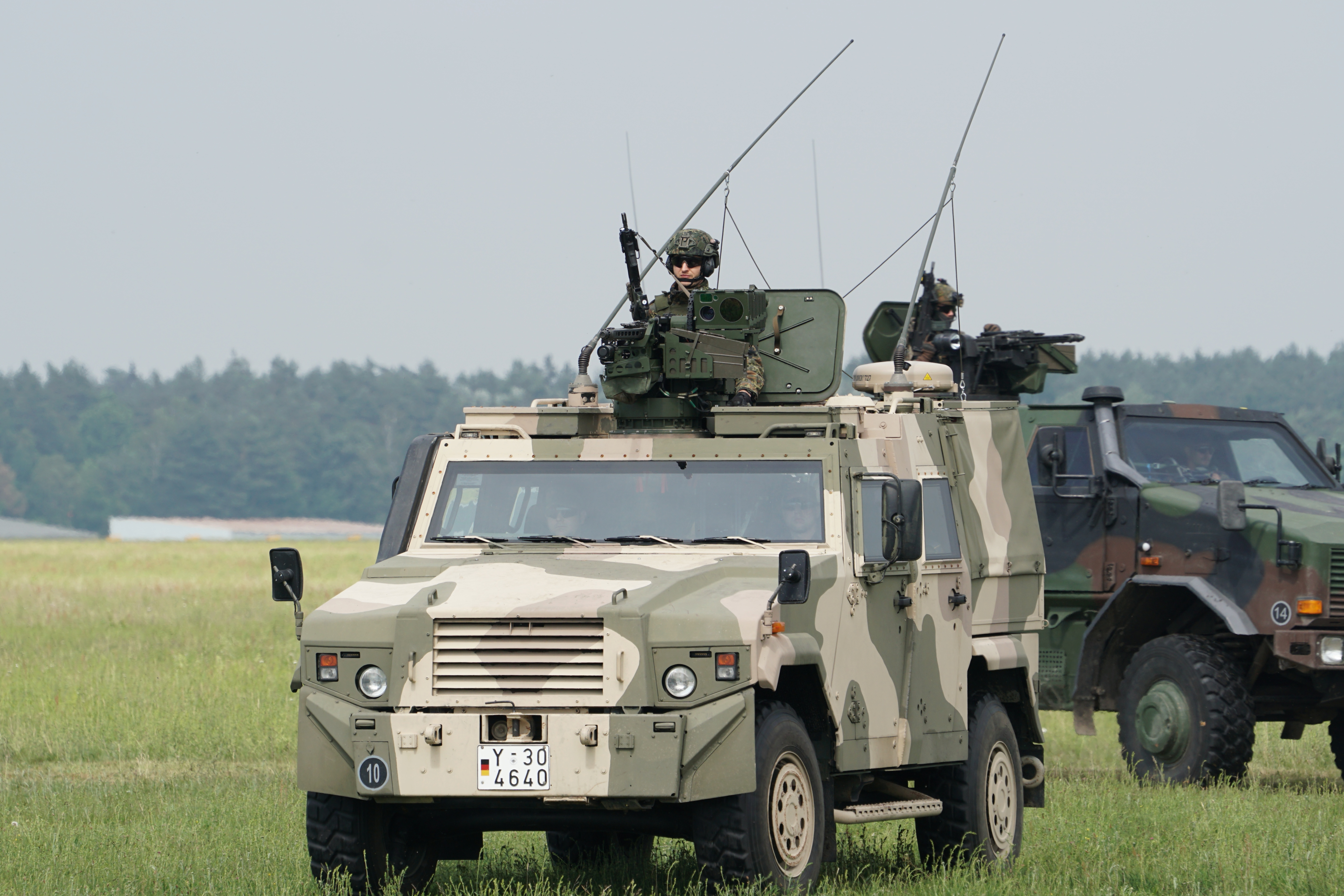
Eagle IV, FüPers, Armée Allemande
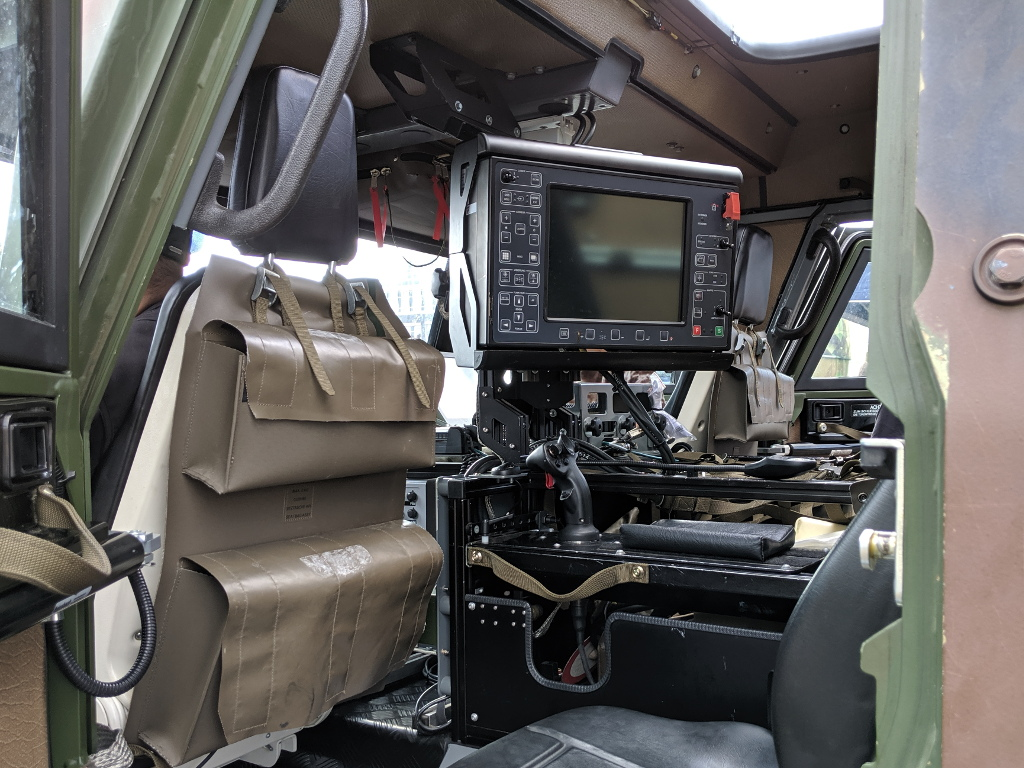
Eagle IV, PatSich, Armée Allemande
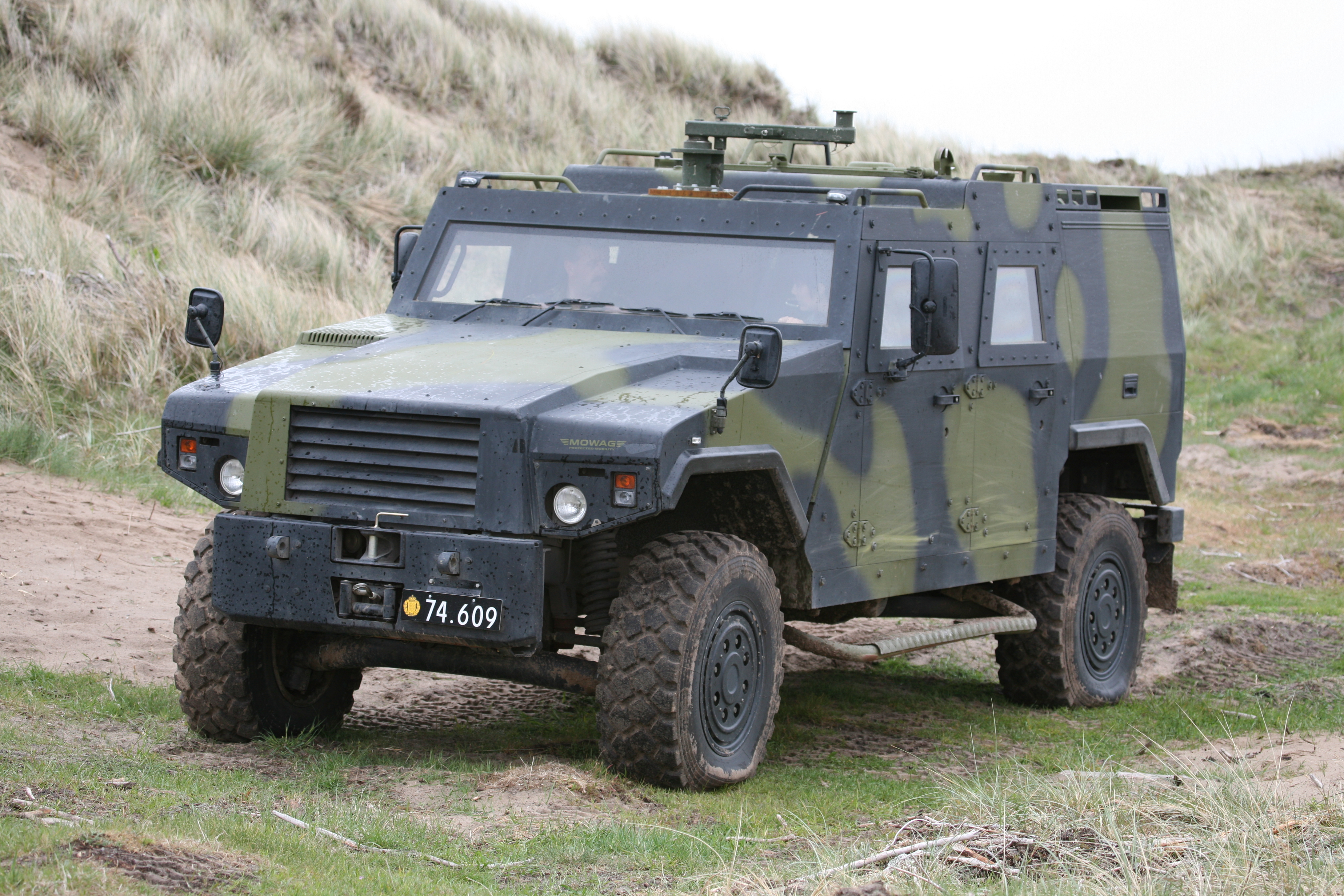
Eagle IV, Armée Danoise
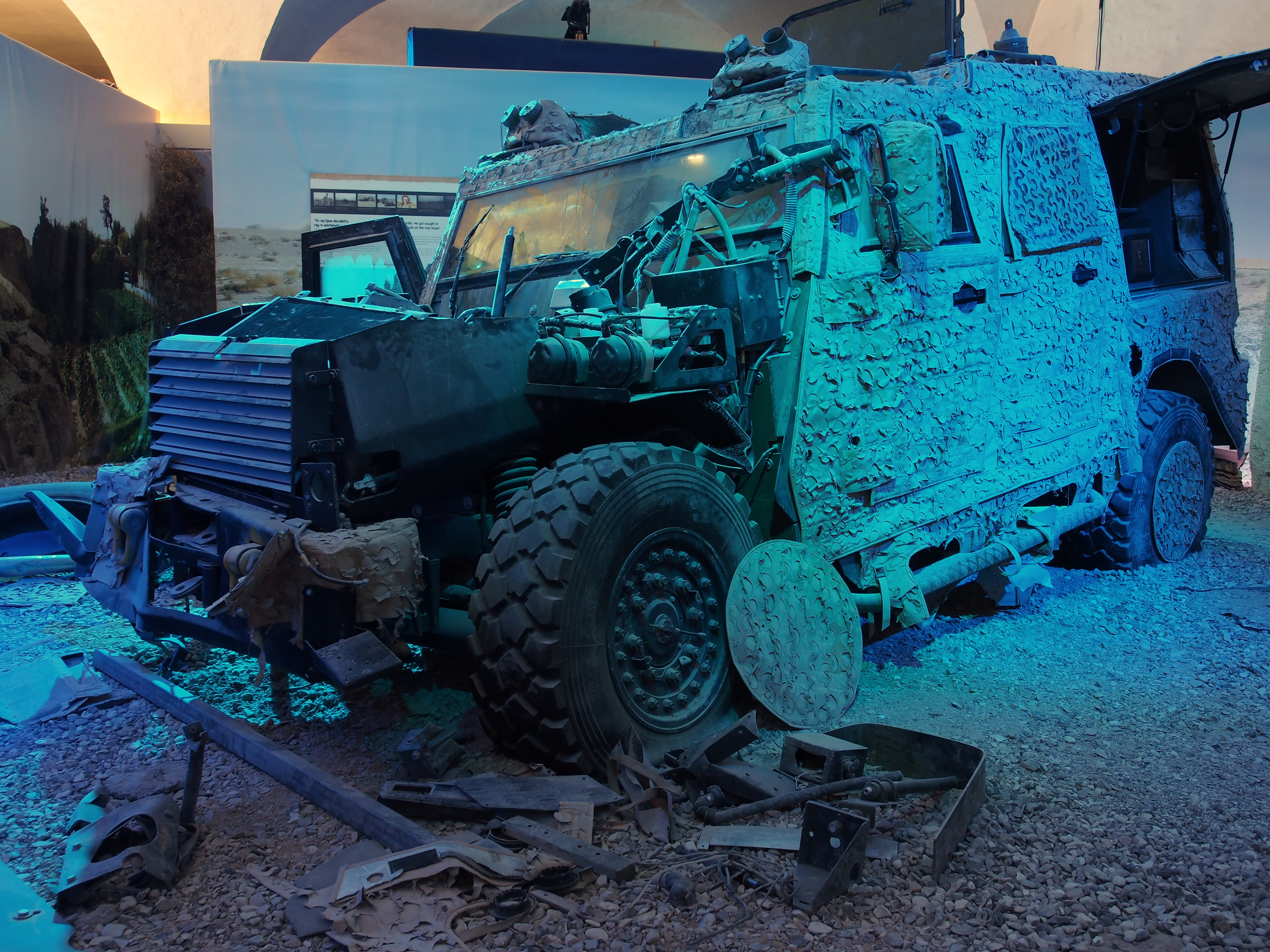
Eagle IV, Armée Danoise, explosé sur un IED

## Eagle V
Le Eagle V est une évolution du Eagle IV. La version 4x4 aurait environ 80 % d'éléments en commun avec le Eagle IV 4x4. Une version 4x4 et une version 6x6 existent.

### Développement[15]
Le premier prototype 4x4 de l'Eagle IV a été présenté au public lors du salon militaire Eurosatory 2010 à Paris. Deux ans plus tard, la variante 6x6 a été présentée à Paris, ce qui a suscité un vif intérêt de la part des clients. Comme pour l'Eagle IV, l'Eagle V a pu être mis en service très rapidement. En octobre 2010, l'armée suisse a acheté l'Eagle V pour des missions de reconnaissance et d'élimination de munitions explosives. La police de l'aéroport de Zurich a également mis en service l'Eagle V en tant que nouveau véhicule protégé. Dans le cadre de l'appel d'offres pour la génération suivante du GFF 2, un essai comparatif entre l'Eagle V de GDELS-G et l'Armoured Multi-Purpose Vehicle (AMPV) de KMW et Rheinmetall MAN Military Vehicles a eu lieu au Centre technique militaire WTD 41 pour les systèmes de véhicules terrestres, la technologie du génie et des troupes et l'équipement général de terrain.
) de mars à novembre 2011. Au cours de l'essai, les deux véhicules ont été examinés en détail sur la base de critères d'évaluation définis, et ils ont été comparés l'un à l'autre afin d'établir la base d'une décision de sélection.
L'Eagle V s'est qualifié sur plusieurs parcours d'essai et a également répondu à de nombreuses exigences de l'Office fédéral des équipements, des technologies de l'information et du soutien en service de la Bundeswehr (Bundesamts für Ausrüstung, Informationstechnik, und Nutzung der Bundeswehr, ou BAAINBw). Enfin, les autorités ont été convaincues principalement par sa manœuvrabilité exceptionnelle, sa grande mobilité et son niveau de protection très élevé. Grâce aux réserves de charge utile, il est possible d'installer différents kits de mission pour diverses missions, ce qui permet d'obtenir un spectre de missions très large.
La conception ergonomique et la grande similitude avec l'Eagle IV en service, qui est également bien connu et très apprécié par les troupes, permettent des périodes de formation courtes et donc des coûts de formation réduits.
L'Eagle V, qui a été optimisé et développé entre-temps, s'est finalement imposé face à l'AMPV lors de l'appel d'offres BAAINBw pour 100 + 76 véhicules pour la génération suivante GFF 2 en 2012-13. En mai 2013, le ministère allemand de la défense a expliqué à la commission de la défense du parlement allemand, puis à la commission du budget, qu'il avait besoin de 176 véhicules. En raison de budgets limités, seuls 100 véhicules ont d'abord été achetés par le BAAINBw. Quelques mois plus tard, le 12 février 2014, les commissions ont fourni les fonds pour les 76 Eagle V restants.
Jusqu'à présent, la Bundeswehr a donc acheté 176 véhicules pour un montant de 115 millions d'euros. Les véhicules de base Eagle IV et V sont construits à Kreuzlingen, en Suisse. L'assemblage final et la livraison ont lieu à Kaiserlatern et Sembach en Allemagne. L'entretien de la flotte de véhicules Eagle est également assuré par les techniciens du GDELS-G, que ce soit lors de la formation préalable au déploiement ou dans les bases en Afghanistan ou au Mali.
Depuis la remise du premier véhicule de série à la Bundeswehr le 12 novembre 2008 en présence du secrétaire d'État à la Défense de l'époque, le Dr Franz Josef Jung, à General Dynamics European Land Systems - Germany (GDELS-G) à Kaiserslautern, le véhicule utilitaire de commandement Eagle IV a prouvé son efficacité à de multiples reprises lors d'opérations en Afghanistan et au Mali et a protégé un grand nombre de soldats lors d'attaques par armes légères et Engin Explosif Improvisé (EEI).
Le 4 avril 2014, le GDELS-G a remis le 500e véhicule utilitaire protégé de niveau 2 pour l'état-major de commandement (Geschützte Führungs und Funktionsfahrzeug, ou GFF). Dans le cas de ce dernier, la protection et l'équipement ont été considérablement améliorés et adaptés aux exigences dues à un niveau de menace modifié par rapport à celui auquel son prédécesseur, l'Eagle IV, a été confronté. Selon les informations officielles, l'Eagle V est le véhicule le mieux protégé de sa catégorie et il n'a à craindre aucun concurrent international.

### Châssis[16]
Les principales caractéristiques du Eagle V sont le cadre en échelle résistant à la torsion et le châssis de Dion qui permet une très bonne mobilité tout-terrain grâce au stabilisateur à décalage breveté. Dans le cas des essieux de Dion, l'entraînement de l'essieu et les arbres à cardan sont fixés à la coque inférieure. La puissance est transférée de l'entraînement de l'essieu aux roues individuelles par l'intermédiaire des arbres à cardan. L'essieu avant est équipé de jambes de suspension avec des tampons en caoutchouc supplémentaires des deux côtés. En revanche, l'essieu arrière est équipé de deux ressorts hélicoïdaux de part et d'autre, ainsi que de tampons en caoutchouc supplémentaires servant de butoirs. Grâce au système spécial de suspension indépendante avec ressorts hélicoïdaux, amortisseurs hydrauliques et engrenages droits, le châssis peut s'adapter parfaitement à différents types de terrain, permettant ainsi une traction idéale sur différents types de sol. Il en résulte une excellente mobilité tout-terrain pour le 4x4 Eagle V, l'équipage pouvant mener des opérations plus longues sur des terrains accidentés sans se fatiguer. En raison des coûts de production élevés des essieux de Dion, ils étaient autrefois utilisés principalement dans les voitures de course ou les voitures haut de gamme.

### Propulsion[17]
Le puissant moteur diesel Cummins ISBe6-7E3245 à 6 cylindres de 6,7 litres de cylindrée et 250 ch, avec turbocompresseur et refroidisseur intermédiaire, permet au véhicule d'atteindre une vitesse maximale de 105 km/h. En raison des réglementations légales, la vitesse du véhicule est limitée électroniquement à 80 km/h sur les routes publiques. Son couple élevé de 925 Nm est disponible dans une large plage de régime de 1 200 à 1 700 tr/min et confère au véhicule une très bonne dynamique de conduite. Le moteur est conforme aux niveaux d'émission Euro 3.
Le poids brut du véhicule est de 10 200 kg. Le réservoir de carburant de 180 litres offre une autonomie maximale de 700 km. Le réservoir de carburant auto-étanche, protégé contre les incendies et les explosions, est monté sous l'arrière du véhicule.
Des pentes allant jusqu'à 60 % et des inclinaisons de 40 % ne posent aucun problème à ce véhicule. L'Eagle V peut même franchir des obstacles d'une hauteur de 500 mm. Grâce au système d'échappement utilisé, le véhicule peut traverser des rivières d'une profondeur allant jusqu'à 1,2 mètre. L'angle d'approche est de 43° et l'angle de départ de 44°.
La transmission à 5 vitesses 2500 SP de cinquième génération du célèbre fabricant Allison, associée à la boîte de transfert GDELS-Mowag à 2 vitesses, à la direction assistée et aux différentiels Torsen autobloquants, sont responsables de la grande maniabilité du véhicule, même dans des conditions extrêmes. Afin de fournir le couple nécessaire sur un terrain accidenté ou à faible vitesse, il est possible de passer d'une réduction de vitesse pour la route à une réduction de vitesse pour le tout-terrain sans avoir à arrêter le véhicule. La boîte de transfert et les deux différentiels des essieux sont des différentiels Torsen intégrés et autobloquants. La puissance du moteur est transmise à la boîte de vitesses automatique par l'intermédiaire d'arbres de cardan et d'un convertisseur de couple. La boîte de transfert transmet le couple au différentiel de l'essieu arrière. Le transfert du couple à l'engrenage de déplacement et à l'engrenage différentiel de l'essieu avant est également géré par des arbres de cardan. Les arbres de transmission relient les engrenages différentiels aux quatre roues.
Les pneus tout-terrain Continental MPT 81 de dimension 365/80 R20 sont dotés d'inserts de roulage à plat permettant à l'équipage de quitter une zone dangereuse même si les pneus sont endommagés. Ces inserts permettent au véhicule de parcourir des distances allant jusqu'à 30 km à une vitesse maximale de 50 km/h. Pour de meilleures performances en tout-terrain, le véhicule est équipé d'un système central de gonflage des pneus Syegon Power (CTIS). Grâce à ce CTIS, l'Eagle V peut manœuvrer sur des terrains très difficiles, qu'il s'agisse de champs inondés à traverser ou de dunes de sable à escalader. Pendant la conduite, le conducteur peut facilement changer la pression des pneus en appuyant sur un bouton et en adaptant les pressions aux conditions du sol. En réduisant la pression, la surface de contact du pneu est plus grande et la pression spécifique au sol est réduite. Le véhicule peut encore fonctionner avec des dommages mineurs aux pneus, car le CTIS insuffle constamment de l'air dans les pneus.

### Systèmes embarqués[18]
Système pneumatique :
Le système pneumatique central génère, sèche, stocke et distribue l'air comprimé. Il est généré par un compresseur d'air entraîné par un moteur. Le sécheur d'air avec régulateur de pression purifie l'air et le maintient sec. Au total, quatre conteneurs montés sous la cellule protégée stockent l'air comprimé. Le système pneumatique alimente, par exemple, le frein de service, le frein de stationnement, le frein de la remorque, le frein de récupération, le frein du moteur, le système de changement de la boîte de transfert. CTIS et connexions d'air comprimé.

Système électrique :
Le système électrique avec une tension à bord de 24V comprend quatre batteries, un générateur, le démarreur, des composants d'éclairage et des instruments, ainsi que des unités de contrôle électronique. Le générateur refroidi à l'eau est entraîné par le moteur. Le véhicule dispose d'un circuit technique et d'un circuit tactique, chacun avec deux batteries. Les batteries techniques et tactiques sont connectées au système électrique du véhicule par l'intermédiaire de l'interrupteur principal de la batterie. Les deux circuits sont connectés lorsque le moteur tourne. Lorsque le moteur est éteint, les circuits sont séparés l'un de l'autre. En cas de faible puissance dans un circuit, toutes les batteries peuvent être interconnectées par l'interrupteur de dérivation de la batterie.

Système de freins :
Le système de freinage comprend le frein de service, le frein de stationnement, l'ABS, le frein moteur, le frein de remorque et le frein de récupération. Le système de freinage se compose d'un système de freinage à air comprimé/hydraulique à double circuit avec ABS intégré, ainsi que de disques de frein ventilés sur les essieux avant et arrière. Les disques de frein et les étriers de frein sont fixés au différentiel. Le frein de service et l'ABS sont activés pneumatiquement. Le frein de stationnement à ressort active l'un des deux disques de frein de l'essieu arrière avec deux étriers indépendants. Chaque étrier est activé et relâché par un levier à came, une poulie et un actionneur de frein à ressort. Le frein de stationnement secondaire actionne les quatre étriers du système de freinage de service et ne peut être activé que lorsque le frein de stationnement est serré. Un frein moteur sans usure est intégré au système d'échappement. Grâce à une valve pneumatique, les gaz d'échappement peuvent s'accumuler pour augmenter l'effet de freinage du moteur. Le frein moteur supplémentaire aide à maintenir une vitesse déterminée, en particulier lors des longues descentes et pour économiser le frein de service. Le frein moteur est activé par le conducteur et n'est efficace que lorsque la pédale est en position normale.

Treuil :
Les deux manilles de remorquage et un treuil avant Warn MIL 12 à commande électrique d'une force de traction de 5 tonnes sont intégrés dans le pare-chocs avant. Le câble de remorquage, d'une longueur de 30 mètres, a un diamètre de 10 mm. Le treuil est actionné par une télécommande reliée à un boîtier de connexion dans la cellule protégée. En raison de la longueur du câble de télécommande, le treuil peut également être commandé depuis l'extérieur du véhicule.

### Cellule protégée[19]
La cellule protégée au centre du véhicule offre suffisamment d'espace pour quatre soldats. En raison de la garde au sol élevée de 440 mm pour la protection contre les mines et les engins explosifs improvisés et pour faciliter l'ascension, des plaques à carreaux sont montées des deux côtés de la cellule pour permettre au personnel d'accéder rapidement et facilement à l'intérieur. La structure primaire de la cellule consiste en une plaque d'acier à haute résistance soudée électriquement, couplée à un blindage composite monté à l'extérieur, à une isolation et à un revêtement interne contre les éclats. Au cours du développement, les ingénieurs ont pris grand soin d'éviter les lacunes balistiques. D'après les informations fournies par le fabricant, l'Eagle V possède une protection balistique STANAG 4569 de niveau 3+ et une protection contre les mines de classe 3a. En raison de leur poids, l'ouverture et le verrouillage des portes sont assurés par des vérins hydrauliques. En plus des serrures standard, les portes sont dotées d'un mécanisme de verrouillage de combat distinct pour empêcher l'ouverture accidentelle des portes en cas de détonation de mines. Les vitres balistiques sont conçues pour résister à des impacts multiples et empêcher les fragments de pénétrer à l'intérieur du véhicule et de mettre l'équipage en danger. Les larges champs de vision à travers les fenêtres balistiques permettent une bonne orientation et une bonne observation à proximité du véhicule. Grâce au revêtement anti-éclats, le risque de blessure de l'équipage à l'intérieur du véhicule par des fragments d'obus est considérablement réduit. L'accès au toit est assuré par une trappe de toit blindée qui sert également d'issue de secours. L'emplacement et le montage des sièges ont été spécialement conçus pour faire face aux effets des explosions de mines et d'engins explosifs improvisés provenant du bas et des côtés. Chaque membre de l'équipage dispose d'un siège individuel ergonomique avec un appui-tête intégré et une ceinture de sécurité à cinq points. La construction spéciale de protection contre les mines de la cellule protégée a une forme optimisée pour le plancher du véhicule, ainsi qu'un intérieur découplé. Ainsi, les pieds de l'équipage se trouvent à une distance sûre de la caisse extérieure.
Le module de rangement arrière, composé du compartiment de rangement principal et de deux compartiments de rangement latéraux, est fabriqué en aluminium soudé et est monté sur les longerons du châssis. Le compartiment de rangement gauche contient quatre sacs à dos de combat, quatre sacs de couchage, un Panzerfaust 3 partiellement chargé, un Panzerfaust 3 supplémentaire et une pièce de poignée avec le viseur. Grâce à un filet d'arrimage, tout reste en place, même lors d'opérations tout-terrain. De l'autre côté, le compartiment de rangement droit comporte trois étagères, la poignée de pompe du capot moteur, un porte-drapeau, un jeu de câbles pour le RWS, une boîte à fusibles et deux batteries tactiques. Les étagères de rangement contiennent la bande de rangement 160N, des bidons de 20 litres pour l'eau et le diesel, un extincteur à poudre ABC de 2 kg, des cales, un câble de démarrage extérieur, une télécommande pour le treuil d'auto-récupération et un sac de rangement pour les antennes. Le compartiment de rangement principal contient la feuille de sauvetage, les housses pour les fenêtres, les rétroviseurs et les lumières, ainsi qu'un kit de prise en charge complet. Les deux boîtes de rangement situées sur le toit du véhicule, à côté de la trappe de toit rectangulaire, servent à ranger le canon de rechange, le bloc de culasse de rechange et les munitions pour la MG3A1T, ainsi que des grenades fumigènes supplémentaires de 76 mm. La pioche et la bêche sont stockées sur le dessus du module de stockage arrière. Le réservoir de carburant et la barre de remorquage massive sont montés directement sous l'arrière du véhicule. En outre, l'arrière comporte des connexions d'air comprimé pour le système de freinage, l'attelage de la remorque, des connexions électriques et une caméra de recul avec les lumières infrarouges (IR) correspondantes. Ces derniers éclairent la zone située à l'arrière du véhicule avec de la lumière infrarouge et améliorent les performances de la caméra de recul la nuit. Les deux compartiments de rangement à l'arrière contiennent les chaînes de roue. 

## Utilisateurs

### Armée Luxembourg(84)
Le Luxembourg cherchait un remplacement pour ses Humvee et ses ATF Dingo. Elle a fait un appel d'offres à travers l'agence de l'OTAN, la NSPA.
- 80 Eagle V 4x4 CLRV (véhicule de commandement, liaison et reconnaissance) commandés en 2022, livraison à partir de décembre 2024 jusqu'en juillet 2026. 
L'équipement de ce véhicule sera le même que pour les VBMR Griffon de l'Armée Française et l'Armée Belge. Ils seront équipés  d'un tourelleau téléopéré "deFNder Medium" de FN Herstal, du système d'information et de combat Scorpion conçu par Atos, la Radio logicielle CONTACT[20] et le système de brouillage anti-ied Thales Belgium. 
Le coût du contrat est de 226,6 millions €. Ce contrat prend en compte l'acquisition du véhicule, ses systèmes, et le soutien logistique sur 20 années. Le budget à disposition était lui de 367 millions €, et n'a pas été atteint[21].
- 4 Eagle V 6x6 PAV("Protected Armoured Ambulance)[22] commandées en mai 2021 pour une somme de 14,87 millions € (17,24 millions $). Son équipement (radio, tourelleau, système d'information) est le même que pour le CLRV.

### Armée Royale Danoise(93)
Sélectionné en 2017 pour de nouveaux véhicules de reconnaissance, de patrouille, de guerre électronique.
- 36 Eagle V 4x4 (Véhicules blindés multirôles), commandés en 2017, livrés en 2018-19[23],[24]. 
Selon les registres publiques du Parlement danois, le coût d'acquisition est de DKK 233,6 millions (environ 35 millions $ pour les 36 véhicles). Cela incut l'équipement (caméras de conduite, radios, tourelleau). Le coût d'utilisation de ces véhicules pour une période de 15 ans est estimé à DKK 116,1 millions (environ 17,3 millions $). 
Les versions en service de cette commande sont Patrouille, Guerre Eléctronique, Soutien logistique, RECCE fermé, RECCE ouvert[25].
- 56 Eagle V 4x4 (Blindé de Patrouille), commandés en 2020
- 1 Eagle V 4x4 (RECCE ouvert), commandés en  2020[26]

### Heer (armée)(256)
Compétition GFF2 pour de nouveaux véhicules de patrouille, de commandement, et utilitaires blindés, deuxième phase du contrat:
- 176 Eagle V 4x4 GFF2 (véhicules de patrouille, de commandement, et utilitaires blindés), ont été commandés en mai 2013[27].
- 80 Eagle V 6x6 mgSanKfz (ambulance blindée), commandée en mars 2020, livraisons prévues pour 2021-24.[28],[29]

### Suisse(105)
L'armée suisse a commandé des Eagle V 4x4 EOD. Une commande plus nombreuse a été passée, et il est probable que de futures commandes soient passées pour l'armée suisse.La police zurichoise a également effectué une commande.
- Armée suisse (104)
  - 4 Eagle V 4x4 EOR (EOR  pour la neutralisation des engins explosifs et des munitions. Ce véhicule a été commandé pour être utilisé par la Swisscoy. Il est équipé d'un tourelleau télé-opéré. Celui-ci contient une mitrailleuse M2 Browning et un lance-grenades multiples fumigènes de 76 mm. Il vient également avec un iRobot PackBot, un robot téléguidé depuis l'intérieur du véhicule, robot équipé d'une caméra et d'une pince.
  - 100 Eagle V 6x6 - AufklFz TASYS (véhicule de reconnaissance TASYS) ont été commandés le 5 décembre 2019 dans le cadre du programme TASYS (Système de reconnaissance tactique). Il fait partie du Programme d'armement 2019 et sa production a démarré en 2020, des essais sont en cours, et sa mise en service est attendue pour 2023-25[30],[31]. Il est équipé d'un désignateur laser démontable pouvant être mis en œuvre par un fantassin.

- Police Cantonale Zurichoise (de) (1)
  - 1 Eagle V 4x4 pour la sécurité à l'aéroport de Zurich

## Résumé des ventes
| Utilisateurs | Utilisateurs     | Eagle commandés (selon variante) | Eagle commandés (selon variante) | Eagle commandés (selon variante) | Eagle commandés (selon variante) | Eagle commandés (selon variante) | Eagle commandés (selon variante) | Eagle commandés (selon variante) | Eagle livrés (selon variante) | Eagle livrés (selon variante) | Eagle livrés (selon variante) | Eagle livrés (selon variante) | Eagle livrés (selon variante) | Eagle livrés (selon variante) | Eagle livrés (selon variante) | En service |
| Utilisateurs | Utilisateurs     | I                                | II                               | III                              | IV                               | V (4x4)                          | V (6x6)                          | Total                            | I                             | II                            | III                           | IV                            | V (4x4)                       | V (6x6)                       | Total                         | En service |
| ------------ | ---------------- | -------------------------------- | -------------------------------- | -------------------------------- | -------------------------------- | -------------------------------- | -------------------------------- | -------------------------------- | ----------------------------- | ----------------------------- | ----------------------------- | ----------------------------- | ----------------------------- | ----------------------------- | ----------------------------- | ---------- |
| Militaire    | Armée suisse     | 156                              | 175                              | 120                              | –                                | 4                                | 100                              | 555                              | 156                           | 175                           | 120                           | –                             | 4                             | 100                           | 455                           | 455        |
| Militaire    | Armée danoise    | 36                               | –                                | –                                | 90                               | 93                               | –                                | 219                              | 36                            | –                             | –                             | 90                            | 93                            | –                             | 219                           | 93         |
| Militaire    | Heer (armée)     | –                                | –                                | –                                | 495                              | 176                              | 80                               | 751                              | –                             | –                             | –                             | 495                           | 176                           | 80                            | 671                           | 671        |
| Militaire    | Armée Luxembourg | –                                | –                                | –                                | –                                | 80                               | 4                                | 84                               | –                             | –                             | –                             | –                             | 80                            | 4                             | 10                            | 10         |
| Civil        | Bundespolizei    | -                                | -                                | -                                | 10                               | -                                | -                                | 10                               | -                             | -                             | -                             | 10                            | -                             | -                             | 10                            | 10         |
| Civil        | Polizei Zürich   | –                                | –                                | –                                | -                                | 1                                | –                                | 1                                | –                             | –                             | –                             | –                             | 1                             | –                             | 1                             | 1          |
| TOTAL        | TOTAL            | 192                              | 175                              | 120                              | 595                              | 354                              | 184                              | 1'620                            | 192                           | 175                           | 120                           | 595                           | 274                           | 0                             | 1'356                         | 1'230      |

## Galerie

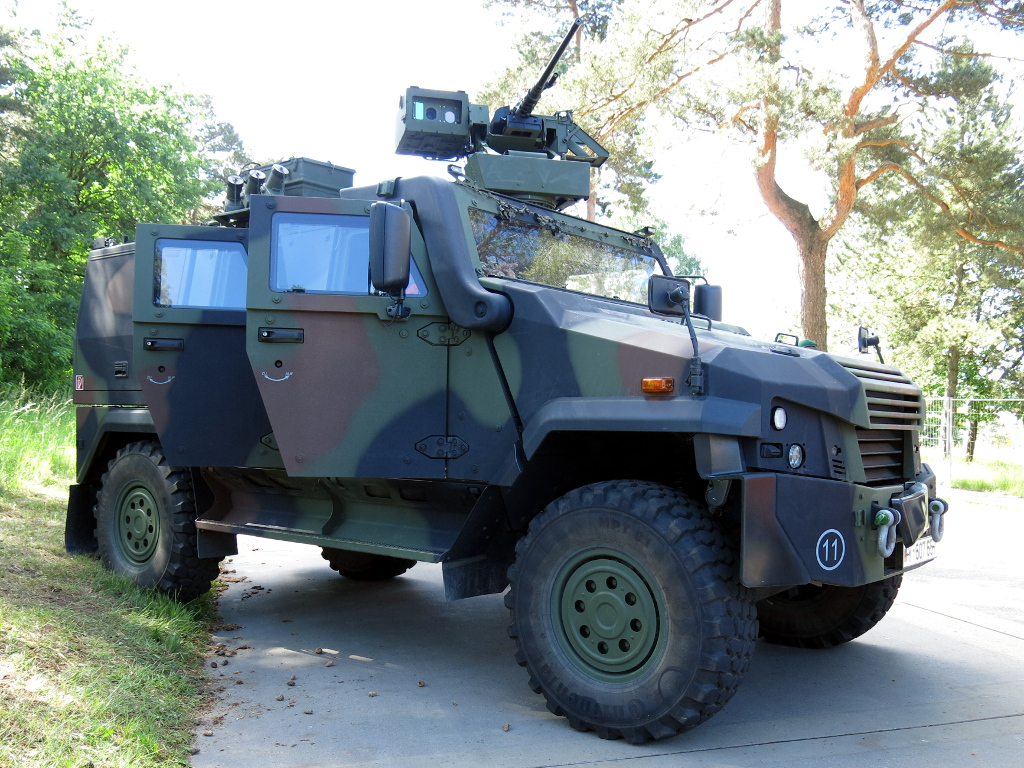
Eagle V 4x4 GFF2, Armée Allemande
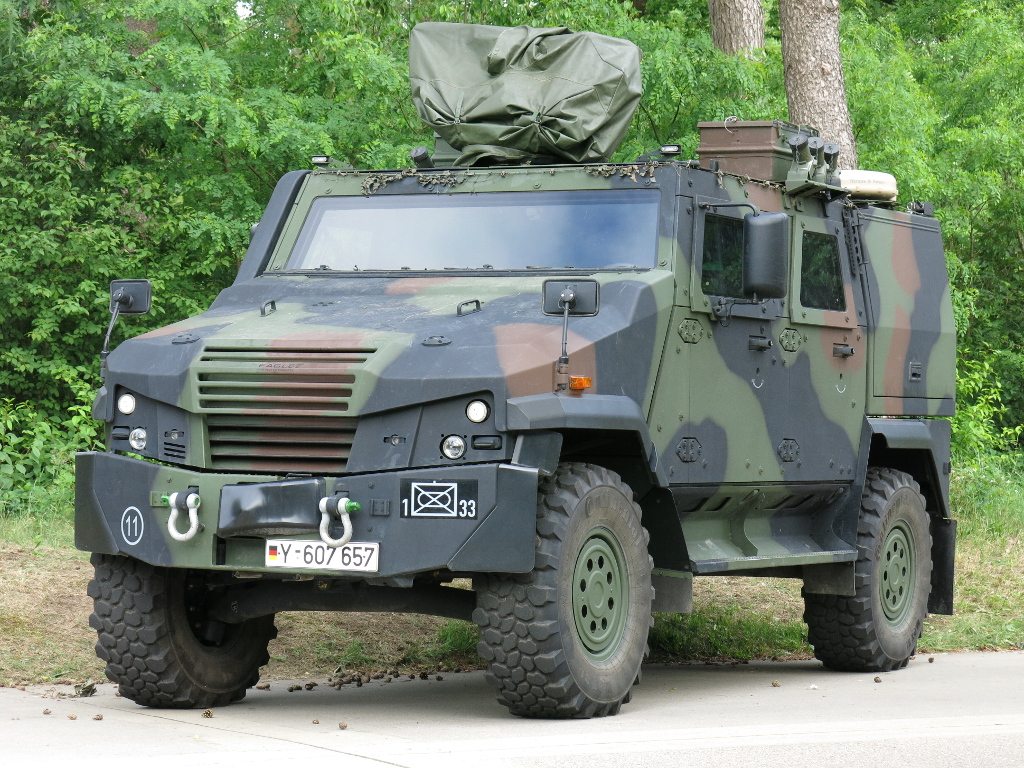
Eagle V 4x4 GFF2, Armée Allemande
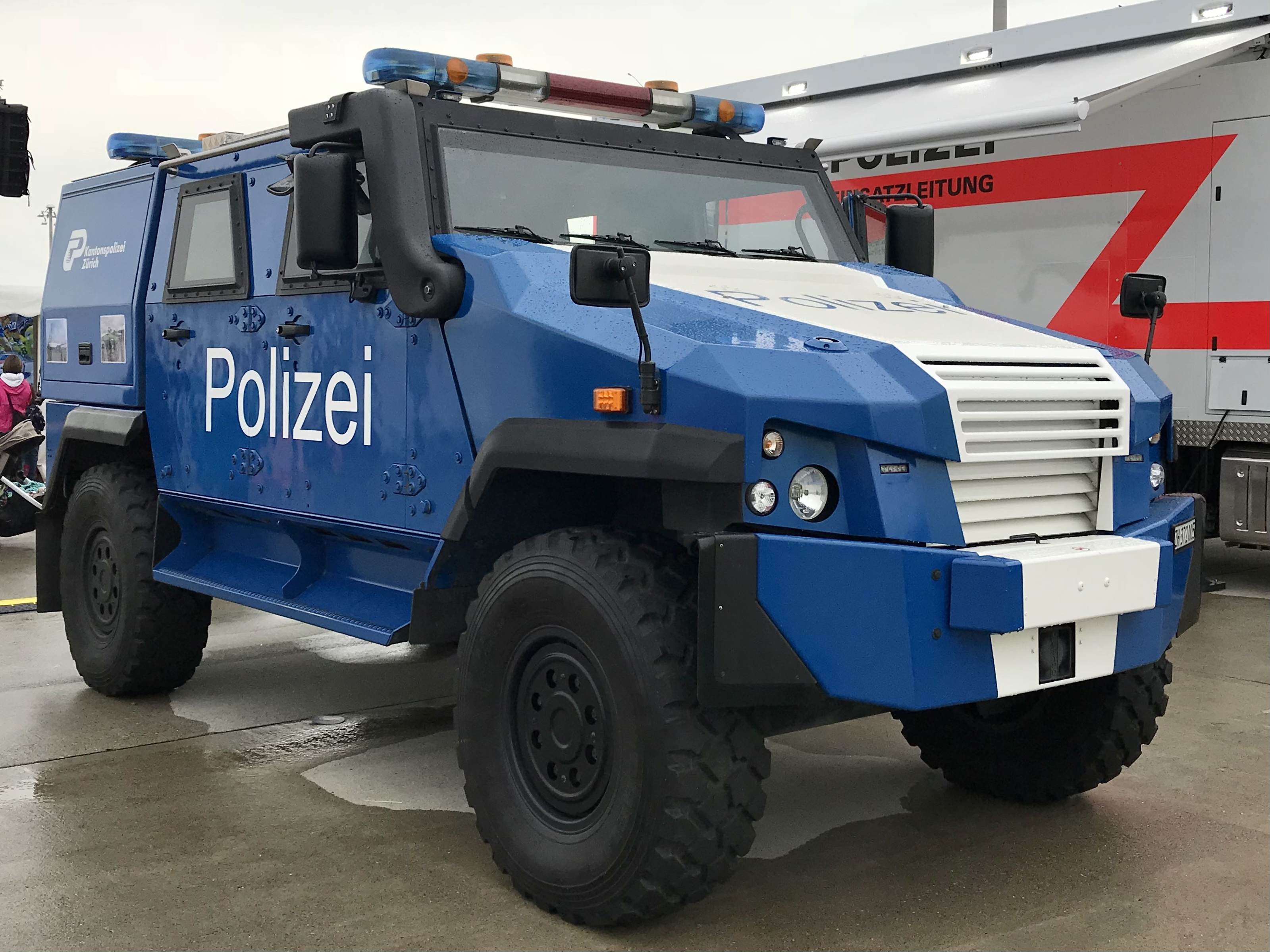
Eagle V 4x4 Polizei Police Cantonale Zurichoise